# Jun Nishino
Jun Nishino (Japans: 西野淳,Nishino Jun) Nagoya, 1965) is een Japans componist en dirigent. Hij is een oudere broer van de acteur Makoto Nishino 西野誠.

## Levensloop
Nishino studeerde muziektheorie, harmonie, contrapunt, orkestdirectie en muziek aan de Aichi Prefectural University of Fine Arts and Music bij Bin Kaneda, Akihiko Matsui en Naoyuki Terai. Na zijn studie werd hij dirigent van het orkest van de Shiki Theatre Company alsook aan het Tokyo Takarazuka Theater. Verder werk hij als dirigent van een schoolharmonie in Toho (Fukuoka) en is instructeur en adviseur van verschillende orkesten en harmonieorkesten in de regio. Hij werkt zowel als dirigent alsook als componist en arrangeur. 

## Composities

### Werken voor harmonieorkest
- 1987 Strange Dream for Symphonic Band
- "Seisho" Century Overture
- Disposition for Band